# Plavsko jezero
Plavsko jezero (cyr. Плавско језеро) – jezioro w gminie Plav na północnym wschodzie Czarnogóry.
Jezioro leży w szerokiej dolinie między górami Durmitor i Prokletije, na wysokości 906 m n.p.m. i ma 9 m głębokości. Jego długość z północy na południe wynosi 2 km, szerokość 1,49 km, a powierzchnia prawie 2 km². Najważniejszy dopływ stanowi rzeka Ljuča, a odpływ – Lim.
Plavsko jezero daje możliwość wypoczynku na plaży i uprawiania sportów wodnych. Ze względu na występowanie szczupaków i różnych form pstrąga jest częstym celem wędkarzy.